# Rita Bottiglieri
Rita Bottiglieri (Italia, 29 de junio de 1953) es una atleta italiana retirada especializada en la prueba de 400 m, en la que consiguió ser subcampeona europea en pista cubierta en 1978.

## Carrera deportiva
En el Campeonato Europeo de Atletismo en Pista Cubierta de 1977 ganó la medalla de bronce en los 60 metros vallas, con un tiempo de 8.39 segundos, tras la soviética Lyubov Nikitenko (oro con 8.29 segundos) y la polaca Zofia Filip. 
En el Campeonato Europeo de Atletismo en Pista Cubierta de 1978 ganó la medalla de plata en los 400 metros, con un tiempo de 53.18 segundos, tras la soviética Marina Sidorova y por delante de la austriaca Karoline Käfer  (bronce con 53.56 segundos).